# Wapen van De Monden

Het wapen van het waterschap De Monden

Het wapen van De Monden werd op 21 september 1964 bij koninklijk besluit aan het Drentse waterschap De Monden verleend. In 1974 ging het De Monden met waterschap De Runde op in het nieuwe waterschap De Veenmarken. Hiermee verviel het wapen.

## Blazoenering
De blazoenering luidt als volgt:
Gedeeld; I. Doorsneden; a. In goud een dubbele adelaar van sabel, hebbende voor de borst en hartschild van zilver, beladen met een dwarsbalk van sinopel; b. In keel vijf boerenhoorns van goud, geplaatst 2, 2 en 1; II in zilver drie rechterschuinbalken van tegenhermelijn. Het schild gedekt met een gouden kroon van drie bladeren en twee parels.
De heraldische kleuren zijn goud (geel), keel (rood), sinopel (groen) en sabel (zwart). Het schild is gedekt met een gravenkroon.

## Symboliek
In 1817 sloot de stad Groningen een verdrag met de boermarken om hoogveen af te graven en het land te ontginnen. De linkerhelft van het wapen symboliseert het waterschapsgebied: ontgonnen land, doorsneden door kanalen. Het rechterdeel toont in het bovenste kwartier het wapen van de stad Groningen geplaatst. Het onderste met de vijf hoorns verwijst naar de vijf boermarken. De hoorn werd gebruikt om de leden bijeen te roepen.

## Vergelijkbare wapens

Het wapen van De Veenmarken
Het wapen van de stad Groningen
Het wapen van de provincie   Groningen